# Kummelweck
Kummelweck (também grafado "kimmelweck" or "kümmelweck") é uma sanduíche de carne de vaca, normalmente rosbife, servida num pãozinho salpicado com sal grosso e sementes de alcaravia, típica do oeste do estado de Nova Iorque. "Kümmel" é a palavra alemã para alcaravia, mas os americanos costumam abreviar o nome da sanduíche para "beef on weck" ou, por vezes, apenas “weck”. Supostamente, esta sanduíche foi “inventada” para a "Pan American Exposition" de 1901, em Buffalo. 
Numa receita, os pãezinhos, chamados "kümmelweck rolls", são preparados com uma mistura de puré de batata, farinha de trigo, leite, uma parte da água de cozer as batatas, usada para ativar a levedura, junto com uma pequena quantidade de açúcar, manteiga, sal e sementes de alcaravia. Depois de deixar descansar a massa até duplicar em tamanho, formam-se pequenas bolas que se colocam num tabuleiro do forno, afastadas umas das outras, e se deixam repousar mais algum tempo; pincelam-se com clara de ovo, salpicam-se com mais sementes de alcaravia e sal e cozem no forno. As sanduíches levam uma altura de cerca de 10 cm de fatias muito finas de rosbife, junto com o molho do assado, muita raiz-forte e mostarda, e servem-se com fatias de pepino em picles e cerveja.  Algumas referências consideram que o “beef on weck” pode ser feito com um "kaiser roll". 